# 越河镇
越河镇，是中华人民共和国河北省唐山市开平区下辖的一个乡镇级行政单位。

## 行政区划
越河镇下辖以下地区：
大史马村、大丰谷村、郭坨村、小丰谷村、前于家店村、朱庄子村、东王盼庄村、中王盼庄村、西王盼庄村、东马各庄村、西马各庄村、东越河村、东塔头村、西塔头村、北塔头村、康各庄村、罗各庄村、东刘屯村、税东村、后于家店村、税后村、税中村、税西村和税北村。